# Kereskényi István (jezsuita rendfőnök)
Alsó- és felső-kereskényi Kereskényi István (Vágpatta, 1641. január 19. – Pozsony, 1709. május 2.) jezsuita rendfőnök, professzor.

## Származása
1641. január 19-én született Alsó-Kereskényen, ősi arisztokrata családból. Édesapja Kereskényi György nyitra vármegyei főjegyző, majd alországbíró, édesanyja a szintén ősi nemesi családból származó nyitra-szerdahelyi Zerdahelyi Fruzsina volt.

## Élete
1659. január 19-én lépett a rendbe; előbb a gimnázium alsóbb osztályaiban tanított; azután az ékesszólás és bölcselet tanára volt Kassán; később hittérítő és hitszónok, végül Gyöngyösön a rendház főnöke. I. Rákóczi Ferenc fejedelem gyóntató papja volt és a temetésén is ő mondta a politikai provokációktól sem mentes halotti beszédet. Meghalt 1709. május 2-án Pozsonyban.

## Művei
- Corona Apostolico-Basilica s. Stephani I. Regis Hungariae. Cassoviae, 1679
- Panegyris Lvctvose. Qua Fvnebres Exeqvias Celsissimi Transylvaniae Principis Francisci Rakoczy ... prosecvtvm est, Academicvm Societatis Jesv, Collegivm Cassoviensa. Uo. 1677 (kézirata a budapesti egyetem könyvtárában)